# Детектив Найт: Мерзавец
«Детектив Найт: Мерзавец» (англ. Detective Knight: Rogue) — американский боевик Эдварда Дрейка. Фильм был выпущен компанией Lionsgate в ограниченном количестве кинотеатров и также видео по запросу 21 октября 2022 года. На DVD и Blu-ray фильм вышел 29 ноября 2022 года. Цифровой релиз в России состоялся 9 июня 2023 года.

## Сюжет
В Лос-Анджелесе четверо людей в масках ограбили грузовик, полный денег. После прибытия полиции преступники угоняют автомобиль с близлежащей парковки. Однако полиция загнала группу в угол, в результате чего один из грабителей вслепую открыл по ним огонь. Детектив Найт и его напарник Фитц перестреливаются с преступниками, в результате чего Фитц тяжело ранен. В хаосе грабители сбегают с места происшествия. Пока Фитца доставляют в больницу, грабители сбегают в Нью-Йорк на частном самолете.

## В ролях
| Актёр           | Роль              |
| --------------- | ----------------- |
| Брюс Уиллис     | Джеймс Найт       |
| Лохлин Манро    | Эрик Фитцджеральд |
| Миранда Эдвардс | Анна Ши           |
| Бо Мирчофф      | Кейси Роудс       |
| Кори Лардж      | Мерсер            |
| Джонни Месснер  | Бригга            |
| Кия Кинг        | Никки Сайкс       |
| Майкл Эклунд    | Винна             |
| Джимми Жан-Луи  | Годвин Санго      |
| Тревор Гретцки  | Майк Рочестер     |
| Хантер Дэйли    | Лили              |
| Элис Комер      | Клара             |
| Пол Йоханссон   | Рики Конлан       |
| Коуди Кирсли    | Дэйджон           |

## Производство
В октябре 2021 года Брюс Уиллис подписал контракт на главную роль в боевике под рабочим названием (англ. Knight; дословно — «Рыцарь»). Основные съёмки начались в Лас-Крусес, штат Нью-Мексико, 25 октября 2021 года. "Knight" первая кинопродукция в Нью-Мексико после инцидента с непредумышленным убийством на Rust. Из-за инцидента с фильмом Rust продюсеры "Knight" решили отказаться от всех планов использовать холостые патроны в своих бутафорских пистолетах. В интервью KOAT-TV Дрейк сказал, что не использовал холостые патроны во время съёмок "Knight" "для фильма требуется гораздо больше работы в постпродакшене, чтобы это оружие выглядело реалистично, для чего и предназначены холостые патроны, так что это действительно увеличило некоторые расходы, но они были более чем готовы и счастливы внести эти изменения, чтобы обеспечить безопасность каждого.
Части центра Лас-Крусес были временно закрыты из-за графика съёмок фильма. Съёмки перенесли в Ванкувер Канада, с 17 ноября по 14 декабря 2021 года. По словам Тревора Гретцки, который снялся в фильме вместе с Уиллисом, к 9 января 2022 года съёмки были завершены.